# 黃日華
黃日華（英語：Felix Wong Yat Wa，1961年9月4日—），香港男演員，1980年無綫第9期藝員訓練班畢業。80年代無綫五虎將之一。主要代表作品有《過客》、《香城浪子》、《射雕英雄傳》、《義不容情》、 《天龍八部》、《天地豪情》 、《還看今朝》、《銀狐》、《馬場大亨》、《O記實錄》、《刑警》。黃日華亦為明星足球隊成員。

## 背景

### 早年生活
黃日華早年在九龍城龍崗道22號舊樓出生，在慈雲山長大，居住於慈雲山邨59座，有兩姊一弟。黃日華因其父親黃桂再娶而與他日漸疏離。學習方面，黃日華曾就讀慈雲山街坊福利會幼稚園（1968年）、道慈佛社張祝珊第二小學（1974年第7屆下午校）及聖文德書院（1979年中五），自小學年代起已參與足球運動。由於好動好玩，所以學業表現較差。入讀幼稚園時考獲第一，讀中學時卻考得包尾成績。中五畢業後，因為喜歡踢足球而報考南華青年軍，結果未能成為其中一員。入行前，他曾向一位名攝影家學習攝影。

### 演藝事業
黃日華1980年畢業於無綫電視第9期藝員訓練班，甫出道已走上一線位置。1981年主演《過客》一劇後一炮而紅。1982年隨主演劇集《香城浪子》，奠定一線主角地位。但他曾於1982年一度堅持自己原則，即不肯剃髮接演，辭演《天龍八部》，以致被公司短暫雪藏。1983年，他與翁美玲主演的金庸劇《射鵰英雄傳》轟動香港和中國大陸，並且是1983年度收視之冠，成為經典劇集之一。1983年於無綫大型綜藝節目《星光熠熠勁爭輝》中，與苗侨伟、汤镇业、刘德华和梁朝伟並稱「無綫五虎將」。
與當時一般香港電視藝員不同，黃日華在走紅後並無主力拍攝電影。當同是五虎將的劉德華、梁朝偉都開始在港產片打出名堂時，黃日華仍留在無綫拍劇，被公司派做「活力之星」推廣「活力香港」運動。1985年，五虎與無線為續約之事發生矛盾，當時只有黃日華和梁朝偉願意加簽5年長約避過雪藏。隨1980年代末「五虎將」解體，不少演員相繼崛起（如萬梓良、劉青雲、吳鎮宇、黃秋生、吳啟華），黃日華在劇集中亦有新嘗試，在一些劇集如《成吉思汗》、《大運河》飾演反派角色。1989年主演由韋家輝監製的劇集《義不容情》，引起廣大迴響，當時為兩岸三地最高收視劇集之一，黃日華知名度再度提升。
1990年3月，黃日華與無綫約滿後，同年4月應邀跳槽至亞洲電視，並主演韋家輝所監製的劇集《還看今朝》，收視高企。又與劉德華、梁朝偉等人一同投資拍攝由藝能製作的電影《五虎將之決裂》。而黃日華在1993年的亞視台慶劇《銀狐》中飾演反派角色段紹祥亦獲好評。履行亞視合約期間，黃日華亦接受台灣製作人楊佩佩的邀請，主演台劇《末代皇孫》。1993年與亞視約滿後獲韋家輝邀請，重返無綫出演當年台慶劇《馬場大亨》，一年內以主要角色參與兩間電視台的台慶劇實屬罕見。1995年，被邀請演出無綫版《包青天》的展昭一角。1997年，無綫再度開拍金庸劇《天龍八部》，黃日華繼演出1982年的《天龍八部》的虛竹一角後，再次擔任此戲劇男主角飾演喬峰一角。1998年，主演戚其義62集時裝商戰劇《天地豪情》，與周海媚再次飾演情侶。1999年，客串演出金庸劇《雪山飛狐》胡一刀一角。
1995年，黃日華拍攝《包青天》時，曾與蔡少芬傳出緋聞。雖然只是電視台的宣傳伎倆，不過黃日華仍感到十分不滿。更一怒之下打碎玻璃洩憤，且弄傷手，結果需入院縫針。他與無綫電視的合約於1999年完結，只以自由身身份接洽無綫工作，如擔任兒童節大使和拍攝2001年宣傳年曆。2001年拍完《蕭十一郎》後，黃日華開始減少幕前演出。同期接拍了一些中國內地的影視作品，後僅以客串性質參與一些圈中好友的電影演出，當中更憑電影《金雞》獲提名第9屆香港電影評論學會大獎最佳男演員獎，為黃日華從影以來首次獲提名影帝獎項。
2009年10月，經苗僑偉遊說，黃日華復出拍劇，出演30集無綫警匪電視劇《刑警》。2012年的電視挖角潮，黃日華以部頭約加盟王維基旗下的香港電視網絡（HKTV），成為港視一哥，至2014年5月約滿離開。由於對拍戲的“興趣和體力都不及從前”，其後以內地商演登台為主。

## 個人生活
黃日華首次拍拖的時期始於中四，初戀對象為其小學同學。他從1980起與無綫第8期藝員訓練班藝員梁潔華交往，1985年因性格不合分開，與龔慈恩拍拖，後再與梁於1987年2月正式復合。黃與梁最後於1988年12月7日完婚（伴郎為歐瑞偉），婚後育有一女黃芷晴（契爺與契母為苗僑偉伉儷）。
2014年1月，有媒體稱梁潔華曾於2013年11月底突因不明的急病住院，並傳言其所患的病可能是血癌（白血病）。 2016年，梁潔華及黃日華一同應汪曼玲邀請，於有線電視娛樂台訪談節目《星級會客室》中透露自己乃經驗血檢查後，證實患有急性骨髓性白血病，須接受五次化療始逐漸康復。 2018年，梁潔華女兒黃芷晴稱梁已接受骨髓移植手術並手術成功。2020年5月26日下午，梁潔華因器官衰竭於港怡醫院逝世，享年59歲。
黃日華是香港明星足球隊成員及香港電視演藝體育會足球隊隊長。2017年9月，黃日華驗身時發現血管出現些微阻塞，因而改抽電子煙，醫生亦叮囑他踢波不要太拼命。2021年，他取得由韓國蠟燭工藝協會（KCCA）頒發的蠟燭導師證書。

## 演出作品
*以下列表只記錄黃日華演出過的影視作品，若有遺漏，請協助補充相關資料。

### 電視劇（無線電視）
| 年 份  | 劇 名                                                    | 角 色      | 合 作 演 員 | 備註      |
| 1980年 | 幻海奇情：菲林幽魂                                       | 跑龍套     | |           |
| 1980年 | 上海灘 The Bund                                          | 跑龍套     | 周潤發、呂良偉、趙雅芝、湯鎮業                                                                                          | 25        |
| 1980年 | 京華春夢 Yesterday's Glitter                             | 跑龍套     | 劉松仁、汪明荃、韓馬利                                                                                                  | 25        |
| 1980年 | 上海灘續集 The Bund II                                   | 跑龍套     | 呂良偉、黃淑儀、謝賢 | 20        |
| 1980年 | 千王之王 The Shell Game                                  | 跑龍套     | 謝賢、汪明荃 | 25        |
| 1980年 | 亂世兒女 The Broken Thread                               |            | 黃元申、黃杏秀 | 20        |
| 1980年 | 勢不兩立 Family                                          |            | 陳欣健、鄭裕玲、石修 | 20        |
| 1980年 | 上海灘龍虎鬥 The Bund III                                | 阿禮       | 呂良偉、歐陽珮珊 | 20        |
| 1981年 | 流氓皇帝 The Misadventure Of Zoo                         | 畢振邦     | 鄭少秋、李司棋 | 20        |
| 1981年 | 過客 The Lonely Hunter                                   | 李棠       | 鄭裕玲、楊群、苗僑偉、陳敏兒                                                                                            | 25        |
| 1981年 | 風雨晴 Come Rain, Come Shine                             | 勞競業     | 石修、陳秀珠、景黛音、雪梨、湯鎮業、苗僑偉                                                                              | 20        |
| 1981年 | 佛山贊先生 Master Fat Shan Chan                          | 李文茂     | 呂良偉、歐陽珮珊 | 20        |
| 1981年 | 紅顏 Summer of 1981                                      | 葉家誠     | 黃淑儀、謝賢、呂有慧 | 10        |
| 1981年 | 英雄出少年 Young Heroes                                  | 乾隆帝     | 石修、董瑋、歐陽珮珊、黃杏秀                                                                                            | 20        |
| 1982年 | 過山車 The Roller Coaster                                | 王勁       | 戴志偉、戚美珍、陳安瑩、馮淬帆                                                                                          | 20        |
| 1982年 | 天龍八部之虛竹傳奇 Demi-Gods and Semi-Devils II          | 虛竹       | 梁家仁、湯鎮業、陳玉蓮、黃杏秀                                                                                          | 20        |
| 1982年 | 十三太保 The Wild Bunch                                  | 李存孝     | 陳玉蓮、湯鎮業、董 瑋、惠天賜                                                                                           | 20        |
| 1982年 | 香城浪子 Soldier of Fortune                              | 韋樂       | 莊靜而、湯鎮業、梁朝偉、黃曼凝                                                                                          | 30        |
| 1983年 | 射鵰英雄傳之鐵血丹心 The Legend of the Condor Heroes I   | 郭靖       | 翁美玲、苗僑偉、楊盼盼                                                                                                  | 19        |
| 1983年 | 射鵰英雄傳之東邪西毒 The Legend of the Condor Heroes II  | 郭靖       | 翁美玲、苗僑偉、楊盼盼                                                                                                  | 20        |
| 1983年 | 射鵰英雄傳之華山論劍 The Legend of the Condor Heroes III | 郭靖       | 翁美玲、苗僑偉、楊盼盼                                                                                                  | 20        |
| 1983年 | 四海一家 In the Game Boat                                | 國超       | 陳玉蓮、黃造時、秦沛 | 5         |
| 1984年 | 決戰玄武門 The Foundation                                | 江豐       | 翁美玲、苗僑偉、景黛音、湯鎮業                                                                                          | 20        |
| 1984年 | 愛情一千米 Can Anybody Help                              | 周潤       | 毛舜筠、關海山 | 5         |
| 1984年 | 摩登幹探 Young Detective                                 | 黃國漢     | 商天娥、石修、毛舜筠 | 20        |
| 1984年 | 超越愛情線 It Takes All Kinds                            | 唐家傑     | 藍潔瑛、鄭裕玲、黃造時、陳秀珠                                                                                          | 20        |
| 1984年 | 鐵面包公 Pao Ching Tin Law Enforcer                      | 展昭       | 盧海鵬、劉丹、劉嘉玲 |           |
| 1985年 | 江湖浪子 The Young Wanderer                              | 易水寒     | 劉嘉玲、秦沛、陳榮峻、莊靜而                                                                                            | 20        |
| 1985年 | 碧血劍 Sword Stained with Royal Blood                    | 袁承志     | 莊靜而、苗僑偉、吳啟華、毛舜筠                                                                                          | 15        |
| 1985年 | 後生可畏 Tough Fight                                     | 黃學勤     | 湯鎮業、劉嘉玲、吳君如                                                                                                  | 25        |
| 1985年 | 楊家將 The Yang's Saga                                   | 楊延德     | 劉德華、梁朝偉、苗僑偉、劉嘉玲、湯鎮業                                                                                  | 6         |
| 1986年 | 遁甲奇兵 The Brothers Under the Skin                     | 陳廣陵     | 鄧萃雯、商天娥、黎漢持                                                                                                  | 20        |
| 1986年 | 薛丁山征西 General Father General Son                    | 薛丁山     | 陳敏兒、龔慈恩、楊盼盼、黎漢持                                                                                          | 20        |
| 1986年 | 賊公阿牛 The Ordeal Before The Revolution                | 阿牛       | 黎美嫻、莊靜而、廖啟智                                                                                                  | 20        |
| 1987年 | 工字打出頭 The Upstart the Self-Made Man                 | 張健強     | 劉美娟、鄧浩光、吳孟達                                                                                                  | 20        |
| 1987年 | 大運河 The Grand Canal                                   | 李密       | 梁朝偉、陳玉蓮、曾華倩、吳啟華                                                                                          | 60        |
| 1987年 | 成吉思汗 Genghis Khan                                    | 扎木合     | 萬梓良、謝寧、劉青雲 | 10        |
| 1988年 | 太平天國 Twilight of a Nation                            | 楊秀清     | 呂良偉、陳敏兒、毛舜筠、歐瑞偉、郭富城                                                                                  | 45        |
| 1988年 | 奇門鬼谷 Kay Moon Gwai Guk                               | 龐涓       | 歐瑞偉、龔慈恩、劉 丹                                                                                                   | 24        |
| 1988年 | 大都会                                                   | 客串       | 商業罪案調查員 | 第4集出現 |
| 1989年 | 義不容情 Looking Back in Anger                           | 丁有健     | 溫兆倫、劉嘉玲、周海媚、邵美琪、藍潔瑛、梁思浩、宗 揚、關海山、劉錫明、商天娥、吳啟明、李家鼎、陶大宇、羅嘉良、林文龍、 | 50        |
| 1989年 | 人海虎鯊 Greed                                           | 施文       | 高雄、黃允材、楊寶玲、李婉華                                                                                            | 20        |
| 1989年 | 摘星的女人 Battle of the Heart                           | 井望天     | 藍潔瑛、麥翠嫻、商天娥、石 修                                                                                           | 25        |
| 1990年 | 劍魔獨孤求敗 Kim Mo Tuk Ku Kau Pai                       | 林康       | 邵美琪、吳岱融 | 20        |
| 1993年 | 馬場大亨 Racing Peak                                     | 李大有     | 陳秀雯、尹揚明、蔡少芬、曾江                                                                                            | 40        |
| 1994年 | 新父子時代 Love Cycle                                    | 吳國生     | 莫少聰、梁小冰、何婉盈                                                                                                  | 20        |
| 1995年 | 包青天 Justice Pao                                       | 展昭       | 狄龍、廖啟智 | 80        |
| 1995年 | O記實錄 The Criminal Investigator                        | 王志淙     | 郭可盈、陳錦鴻、趙學而                                                                                                  | 22        |
| 1996年 | O記實錄II The Criminal Investigator II                   | 王志淙     | 黎姿、郭可盈、陳錦鴻、趙學而、羅嘉良                                                                                    | 30        |
| 1997年 | 天龍八部 The Demi-Gods and Semi-Devils                   | 喬峰       | 陳浩民、李若彤、劉錦玲、劉玉翠                                                                                          | 45        |
| 1998年 | 天地豪情 Secret of the Heart                             | 甘樹生     | 羅嘉良、陳錦鴻、郭藹明、蔡少芬、周海媚、宣 萱                                                                           | 62        |
| 1999年 | 雪山飛狐 The Flying Fox of Snowy Mountain                | 胡一刀客串 | 陳錦鴻、邵美琪、佘詩曼                                                                                                  | 40        |
| 2000年 | 生命有Take 2（明天不一樣）Time Off                       | 周家全     | 陳法蓉、佘詩曼、謝天華、郭耀明                                                                                          | 15        |
| 2000年 | 醫神華佗 Incurable Traits                                | 曹操       | 林文龍、伍詠薇、尹揚明                                                                                                  | 20        |
| 2001年 | 南龍北鳳 The Kung Fu Master From Guangdong               | 黃麒英     | 梁琤、劉錦玲、郭政鴻 | 20        |
| 2001年 | 蕭十一郎 Treasure Raiders                                | 蕭十一郎   | 邵美琪、向海嵐、郭耀明、吳岱融                                                                                          | 20        |
| 2010年 | 刑警 Gun Metal Grey                                      | 石東昇     | 苗僑偉、宣萱、胡定欣、陳秀珠                                                                                            | 30        |

### 電視劇（香港電視）
| 年 份  | 劇 名    | 角 色  | 合 作 演 員                                      | 備 註 |
| 2015年 | 歲月樓情 | 譚冠雄 | 夏雨、鮑起靜、唐寧、關寶慧、林利、姜皓文、曾偉權 | 15    |
| 2015年 | 開腦儆探 | 辛紀元 | 李璨琛、關楚耀、黃芝琪、陳穎妍、黃芷晴、湯怡     | 16    |

### 電視劇（亞洲電視）
| 年 份  | 劇 名                                           | 角 色  | 合 作 演 員                                   | 備 註 |
| 1990年 | 還看今朝（天網）Heaven's Retribution            | 宋邦   | 戚美珍、吳啟華、翁 虹、莊靜而                 | 30    |
| 1991年 | 隔離差館有隻鬼 The Good, The Ghost, And The Cop | 張全直 | 關詠荷、羅青浩、彭健新、寶佩如                | 20    |
| 1991年 | 天地無情（爭雄歲月）All Out Of Love             | 江偉南 | 羅霖、吳毅將、何美婷、麥景婷                  | 30    |
| 1992年 | 摩登七十二家房客 All in One Family              |        | 李香琴、鄧碧梅、吳浣儀、夏春秋                | 3.5   |
| 1993年 | 銀狐 The Silver Tycoon                          | 段紹祥 | 曾華倩、伍詠薇、呂頌賢、方 剛、張家輝、劉錦玲 | 30    |
| 2002年 | 法內情2002 Law 2002                             | 第五梁 | 袁詠儀、恬妞、鄭則仕、李燦森                  | 30    |

### 電視劇（中國大陸）
| 年 份  | 劇 名                               | 角 色     | 合 作 演 員                  | 備 註 |
| 2000年 | 醉拳蘇乞兒 The Legend of Master Soh | 蘇燦      | 林心如、羅家英、連 凱、午 馬 | 20    |
| 2000年 | 別無選擇 Point of No Returm         | 江啟華    | 溫兆倫、邵 兵、郭 金、梅 婷  | 32    |
| 2001年 | 義海風雲 The Pearl King             | 韋岸天    | 常 戎、六小齡童、王菁華      | 30    |
| 2005年 | 赤子乘龍 The Dragon Heroes          | 龍王 客串 | 任 泉、李小璐、李銘順        | 44    |

### 電視劇（台灣）
| 年 份  | 劇 名                          | 角 色    | 合 作 演 員                    | 備 註 |
| 1992年 | 末代皇孫 The Imperial Wanderer | 富察端康 | 周海媚、羅慧娟、徐少強、謝祖武 | 55    |

### 電視劇（有線）
| 年 份  | 劇 名                                    | 角 色  | 合 作 演 員                    | 備 註 |
| 2003年 | 亞洲英雄 Asian Heroes                    | 甘進遙 | 陶大宇、周海媚、梁小冰、李子雄 | 15    |
| 2004年 | 靈異偵緝檔案II Mystic Detective Files II | 高達   | 梁榮忠、李珊珊                 | 10    |

### 電視電影
| 年 份  | 片 名                                 | 角 色  | 合 作 演 員                   | 備 註 |
| 1988年 | 天堂血路                              | 阿雄   | 鄭浩南、吳家麗                |       |
|        | 逼娼為良                              | 甘守義 | 鄧萃雯、李婉華                |       |
| 1990年 | 踏盡江湖路                            | 方天祥 | 歐陽震華、戴志偉、林其欣      |       |
| 1994年 | 天涯追凶                              | 林偉達 | 宣 萱、錢嘉樂、黃澤民、陳榮峻 |       |
|        | 情難枕（烈焰驚情）                    | 莫振寰 | 曾耀明、葉玉萍                |       |
| 1995年 | 都市風暴                              | 陳志雄 | 黎美嫻、馬德鐘、夏韶聲        |       |
|        | 不一樣的天空                          | 李兆俊 | 尹慧芝、苑瓊丹                |       |
| 1996年 | 殲滅行動（復仇大反擊） Unsual Revenge | 方進   | 陳法蓉、徐錦江                |       |
|        | 虎膽虹威                              | 鍾家信 | 宣 萱、海俊杰、李麗麗         |       |

### 電影
| 年 份  | 片 名                            | 角 色        | 合 作 演 員                                                    | 備 註 |
| 1982年 | 天龍八部                         | 虛竹         | 徐少強、湯鎮業、陳玉蓮                                         |       |
| 1983年 | 瘋狂83                           | 客串         | 顏國梁、羅君左、翁美玲                                         |       |
| 1984年 | 新飛狐外傳                       | 胡斐         | 萬梓良、惠英紅、戴良純                                         |       |
| 1986年 | 冒牌大賊                         | 黃華         | 林憶蓮、鄧浩光、蔡國權                                         |       |
|        | 靚女英雄                         | 客串         | 吳啟華、呂少玲、傳天穎                                         |       |
| 1989年 | 猛虎發火                         | 麥司         | 劉家輝、童 玲                                                  |       |
| 1990年 | 霸王花行動（火線大行動）         | 客串         |                                                                |       |
| 1991年 | 五虎將之決裂 The Tigers          | 阿邦         | 劉德華、梁朝偉、苗僑偉、湯鎮業、梁家仁、溫碧霞、藍潔瑛、陳欣健 |       |
| 1992年 | 告別紫禁城                       | 胡貞忠       | 莫少聰、溫碧霞、吳家麗、羅文                                   |       |
| 1994年 | 醉拳II                           | 賣魚燦       | 成龍、狄龍、梅艷芳                                             |       |
| 2001年 | 流氓社工                         |              | 李珊珊、葉佩雯                                                 |       |
| 2002年 | 金雞 Golden Chicken              | Richard 客串 | 吳君如、曾志偉、梁家輝                                         |       |
| 2003年 | 非典人生                         |              | 楊恭如、曾志偉、譚耀文                                         |       |
| 2004年 | 皆大歡喜 In-Laws, Out-Laws       | 客串         | 余文樂、曾志偉、沈殿霞                                         |       |
| 2005年 | 童夢奇緣 Wait Till You Are Older | 陳文         | 劉德華、莫文蔚、應采兒                                         |       |
| 2007年 | 兄弟 Brothers                    | 鬼           | 劉德華、陳奕迅、苗僑偉、湯鎮業                                 |       |
| 2009年 | 復仇 Vengeance                   | 蟒蛇         | 黃秋生、林家棟、林雪、任達華、吳廷燁、張兆輝、Johnny Hallyday  |       |
| 2009年 | Laughing Gor之變節 Turning Point | 潘文基       | 黃秋生、吳鎮宇、謝天華                                         |       |
| 2011年 | 我愛HK開心萬歲 I Love Hong Kong  | 魚蛋華 客串  | 梁家輝、曾志偉、吳君如、苗僑偉、午馬、馮淬帆                   |       |
| 2011年 | 奪命金 Life Without Principle    | 火爆森       | 劉青雲                                                         |       |
| 2013年 | 光輝歲月 7 Assassins             | 鐵雲         | 曾志偉、呂良偉、狄龍、任達華                                   |       |
| 2017年 | 拆彈專家                         | 周Sir        | 劉德華、姜皓文、姜武、吳卓羲等                                 |       |
| 2017年 | 追龍                             | 嚴正         | 劉德華、甄子丹、姜皓文、劉浩龍等                               |       |

### 音樂錄影帶
- 1996年，歌名：糾纏，主唱：湯寶如
- 2009年，歌名：我有貨，主唱：Swing
- 2009年，歌名：麵包生命，主唱：Swing
- 2009年，歌名：Let It Go，主唱：Swing
- 2014年，歌名：無朋友，主唱：李克勤

### 演唱歌曲
- 1982年，歌名：群星高唱，主唱：黃日華、石修、何守信、李司棋、沈殿霞、林嘉華、胡燕妮、黃淑儀、楊群、趙雅芝
- 1982年，歌名：金曲重溫，主唱：黃日華、石修、何守信、李司棋、沈殿霞、林嘉華、胡燕妮、黃淑儀、趙雅芝
- 1982年，歌名：白日夢，主唱：黃日華、沈殿霞
- 1982年，歌名：漫步人生路，合唱：黃日華、戚美珍，电视剧《过山车》插曲
- 1982年，歌名：朋友，主唱：黃日華、石修、何守信、李司棋、沈殿霞、林嘉華、胡燕妮、黃淑儀、趙雅芝
- 1983年，歌名：铁血丹心，合唱：黃日華、翁美玲
- 1983年，歌名：明天会更好，合唱：黃日華、梁朝伟、刘嘉玲、曾华倩、戚美珍、廖伟雄、卢海鹏
- 1983年，歌名：长城谣，合唱：黃日華、石修、何守信、廖启智、戚美珍等
- 1983年，歌名：龙的传人，合唱：黃日華、石修、何守信、廖启智、戚美珍等
- 1983年，歌名：我是中国人，合唱：黃日華、石修、何守信、廖启智、戚美珍等
- 1983年，歌名：勇敢的中国人，合唱：黃日華、石修、何守信、廖启智、戚美珍等
- 1996年，歌名：愛在星光燦爛時，合唱：陳明真
- 1997年，歌名：歡樂年年，主唱：黃日華、陳錦鴻、陶大宇、羅嘉良、林家棟、古天樂、陳芷菁、陳妙瑛、宣萱、張可頤、楊婉儀、關詠荷
- 2012年，歌名：铁血丹心，合唱：黃日華、罗敏庄
- 2012年，歌名：两忘烟水里，合唱：黃日華、罗敏庄
- 2012年，歌名：铁血丹心，合唱：黃日華、苗侨伟
- 2012年，歌名：一起走过的日子，合唱：黃日華、苗侨伟、王祖蓝、阮兆祥、李思捷
- 2017年，歌名：万里长城永不倒，合唱：黃日華、苗侨伟、罗嘉良、马德钟
- 2017年，歌名：世间始终你好，合唱：黄日華、苗侨伟；(另～罗嘉良、马德钟合唱天地有情/古巨基、周慧敏合唱许愿)
- 2000年，歌名：希望，电视剧《醉拳苏乞儿》主题曲
- 2019年，歌名：知心当玩偶，合唱：黃日華、苗侨伟、汤镇业、谭咏麟、张兆辉、戚美珍

### 遊戲代言
- 降龍十八掌
- 隨時都有好運氣，碌柚葉沐浴露

### 廣告代言
- 1982年 Lasain服裝 （页面存档备份，存于）
- 1988年 Lawman Classic服裝 （页面存档备份，存于）（與吳鎮宇、溫兆倫）
- 2014年 鼎展金業 （页面存档备份，存于）
- 2022年 補骨素 保健食品

## 獎項
| 年 份  | 頒獎典禮                   | 獎項                   | 影片提名 | 結果 |
| 1982年 | 華僑晚報十大影劇明星金球獎 | 十大明星金球獎（電視） | -        | 獲獎 |
| 1994年 | 壹電視大獎                 | 十大電視藝人第五位     | -        | 獲獎 |
| 2002年 | 第9屆香港電影評論學會大獎  | 最佳男演員             | 《金雞》 | 提名 |